# نيكولا
نيكولا هو لاعب كرة قدم برازيلي، ولد في 23 سبتمبر 2000.